# Ronald Philippe Bär
Ronald Philippe Bär (Manado, 29 luglio 1928 – Teteringen, 8 marzo 2025) è stato un vescovo cattolico olandese.

## Biografia
Ronald Philippe Bär nacque a Manado, nell'isola di Celebes (ora Sulawesi), in quelle che allora erano le Indie orientali olandesi, il 29 luglio 1928, in una famiglia olandese di fede riformata. Durante l'occupazione giapponese delle Indie orientali olandesi nella seconda guerra mondiale, fu internato, separato dai suoi genitori, in un campo di prigionia per ragazzi.

### Formazione e ministero sacerdotale
Dopo la guerra partì per i Paesi Bassi. Studiò teologia protestante all'Università di Utrecht, ma poi si unì alla Chiesa vetero-cattolica dei Paesi Bassi e per un breve periodo studiò al seminario vetero-cattolico di Amersfoort. Lì fu compagno di classe di Antonius Jan Glazemaker, arcivescovo vetero-cattolico di Utrecht dal 1982 al 1999.
Nel 1954 si convertì al cattolicesimo e poco dopo entrò nell'abbazia benedettina di Chevetogne, in Belgio. Assunse il nome monastico di Philippe. Il 29 dicembre 1955 emise la professione solenne.
Il 26 luglio 1959 fu ordinato presbitero. Fu, tra le altre cose e per un certo numero di anni, economo, ovvero responsabile dell'assistenza finanziaria della comunità monastica, e maestro del celebre coro bizantino di quel cenobio. Negli anni seguenti operò nei Paesi Bassi come cappellano militare della Regia aeronautica militare.

### Ministero episcopale
Il 15 gennaio 1982 papa Giovanni Paolo II lo nominò vescovo ausiliare di Rotterdam e titolare di Leges. Ricevette l'ordinazione episcopale il 20 marzo successivo dal vescovo di Rotterdam Adrianus Johannes Simonis, co-consacranti il vescovo emerito della stessa diocesi Martien Antoon Jansen e il vescovo di Haarlem Theodorus Henricus Johannes Zwartkruis. Il 22 novembre 1982 papa Giovanni Paolo II lo nominò anche vicario castrense per i Paesi Bassi.
Il 19 ottobre 1983 papa Giovanni Paolo II lo promosse vescovo di Rotterdam.
Improvvisamente e per ragioni mai rivelate, all'inizio di marzo del 1993 si ritirò nell'abbazia di Chevetogne. Il 13 dello stesso mese papa Giovanni Paolo II accettò la sua rinuncia al governo pastorale della diocesi e dell'ordinariato militare. Le ragioni di queste improvvise dimissioni erano e rimangono completamente sconosciute. Inizialmente ci furono molte speculazioni su questo "caso Bär", così come venne definito dai media.
Taluni collegarono le sue dimissione a quelle di Joannes Baptist Matthijs Gijsen, vescovo di Roermond. Subito dopo la partenza del vescovo Bär, apparvero sulla stampa nazionale notizie su possibili contatti omosessuali. Queste voci e la consapevolezza che la stampa le avrebbe divulgate avrebbero portato alla sua decisione di dimettersi. In particolare, il giornalista Henk Müller, in un articolo sul Volkskrant, accusò i "conservatori" all'interno della Chiesa cattolica della responsabilità ultima delle dimissioni del vescovo Bär. Successivamente espresse queste speculazioni nel libro Homo in de Heer. Müller scrisse nel Volkskrant di una cospirazione di molte "organizzazioni cattoliche conservatrici". Il presule sarebbe stato ricattato con la minaccia di pubblicare "foto compromettenti" sulla stampa che avrebbero dimostrato contatti omosessuali. Era già noto molto prima della sua partenza che le opinioni del vescovo Bär, considerate da molti nella comunità cattolica come progressiste, non erano molto popolari tra i conservatori.
Dal 1993 si recò spesso nei Paesi Bassi per presiedere celebrazioni eucaristiche, matrimoni e funerali in varie parrocchie. Fu un gradito ospite dei media olandesi nei primi anni dopo la sua partenza da Rotterdam.
Il 22 settembre 2001 celebrò il matrimonio religioso della principessa Margherita di Borbone-Parma, figlia della principessa Irene, con Edwin de Roy van Zuydewijn ad Auch, in Francia.
Il 14 luglio 2004 presenziò ai funerali di don André Laurier nella chiesa dell'Assunzione della Beata Vergine Maria a Loosduinen. Laurel era stato ucciso pochi giorni prima da un ex tossicodipendente che aveva aiutato. Nel 1989 lo aveva ordinato sacerdote nella stessa parrocchia.
Il 30 marzo 2006 presiedette nel duomo di Utrecht le esequie di Ria Beckers (1938-2006), ex presidente del partito della Sinistra Verde ed ex membro del Partito politico dei radicali, che era morta a Wadenoijen il 22 marzo.
Il 7 luglio 2008 presenziò nella chiesa di San Domenico ad Amsterdam al funerale di padre Jan van Kilsdonk (1917-2008), gesuita e teologo, deceduto ad Amsterdam il 1º luglio 2008.
Sabato 29 novembre 2008 diresse il servizio di ringraziamento per il politico del Partito Popolare Cattolico Norbert Schmelzer nella chiesa del Buon Pastore a Wassenaar.
Il 4 gennaio 2009 presiedette nell'Obrechtkerk di Amsterdam le esequie solenni di Kees de Wijs, organista e direttore del coro di quella chiesa per 37 anni.
Il 19 settembre 2009 celebrò il suo 50º anniversario di sacerdozio insieme al secondo e al quarto vescovo di Rotterdam, il cardinale Adrianus Simonis e il vescovo Adrianus Herman van Luyn, nella chiesa cattedrale di Rotterdam.
Nell'agosto del 2010 partecipò alla messa di requiem per il principe Carlo Ugo di Borbone-Parma nella basilica di Santa Maria della Steccata a Parma.
Morì a Teteringen l'8 marzo 2025 all'età di 96 anni. In seguito ai funerali celebrati il 17 marzo seguente dal vescovo Johannes Harmannes Jozefus van den Hende nella cattedrale dei Santi Lorenzo ed Elisabetta, venne cremato e sepolto all'interno del cimitero di San Lorenzo.

## Casi di abusi sessuali

### Gestione
Nel dicembre del 2011 venne pubblicata la relazione investigativa della commissione Deetman sugli abusi sessuali su minori perpetrati all'interno della Chiesa cattolica. Questo rapporto a pagina 274 afferma che nella diocesi di Rotterdam negli anni ottanta, quindi sotto l'episcopato del vescovo Bär, contro il parere dell'allora comitato di selezione, diversi uomini furono ammessi all'ordinazione sacerdotale anche se non erano stati considerati adatti a tale scopo. Alcuni di essi furono poi colpevoli di abusi sui minori. Essendo stati mantenuti al di fuori di misure rigorose, ai loro crimini e alla cattiva condotta non seguì alcuna forma di correzione o precauzione per evitare il ripetersi della stessa. Il vescovo Bär reagì con leggerezza alla condanna penale con la condizionale di uno di questi sacerdoti. Non furono prese misure adeguate durante il suo episcopato. I sacerdoti che non potevano più essere mantenuti a Rotterdam erano impiegati in altre diocesi. I rischi di questo trasferimento venivano grossolanamente sottostimati, il che poneva a rischio l'integrità fisica e mentale dei minori che sarebbero venuti a contatto con tali sacerdoti. Questo sollevò la questione se il vescovo Bär fosse stato in grado di adempiere alle sue responsabilità amministrative di ordinario diocesano. La commissione d'inchiesta Deetman tese a rispondere a questa domanda in senso negativo.

### Vita privata
Anche la vita privata del vescovo fu screditata. In una pubblicazione della NRC del settembre del 2018 si disse che lo stesso vescovo Bär condivise il letto con studenti maggiorenni ai tempi della sua educazione sacerdotale. Accuse simili erano state pubblicate dal Volkskrant molto prima, senza che nessuna prova fosse mai stata fornita.

## Opere
- Langs wegen van barmhartigheid. Gesprekken met bisschop Bär, Daphne Schmelzer e.a. 1996, ISBN 9789040098130

## Genealogia episcopale
La genealogia episcopale è:
- Cardinale Scipione Rebiba
- Cardinale Giulio Antonio Santori
- Cardinale Girolamo Bernerio, O.P.
- Arcivescovo Galeazzo Sanvitale
- Cardinale Ludovico Ludovisi
- Cardinale Luigi Caetani
- Cardinale Ulderico Carpegna
- Cardinale Paluzzo Paluzzi Altieri degli Albertoni
- Papa Benedetto XIII
- Papa Benedetto XIV
- Papa Clemente XIII
- Cardinale Marcantonio Colonna
- Cardinale Giacinto Sigismondo Gerdil, B.
- Cardinale Giulio Maria della Somaglia
- Cardinale Carlo Odescalchi, S.I.
- Vescovo Eugène de Mazenod, O.M.I.
- Cardinale Joseph Hippolyte Guibert, O.M.I.
- Cardinale François-Marie-Benjamin Richard de la Vergne
- Cardinale Pietro Gasparri
- Cardinale Paolo Giobbe
- Cardinale Bernard Jan Alfrink
- Cardinale Adrianus Johannes Simonis
- Vescovo Ronald Philippe Bär, O.S.B.